# Live in Japan (Officina Zoè)
Live in Japan è l'ultimo album degli Officina Zoè uscito nel 2008.

## Tracce
1. Santu Pauli
2. La carrozza
3. Pizzica tarantata
4. Ulìa Bessu
5. Don Pizzica
6. Lijentu
7. T'amai
8. kaly Nifta
9. Sale
10. Lu rusciu de lu mare
11. Menevò
12. Nia,  Nia, Nia
13. Santu Paulu II